# Adrian Cristea
Adrian Cristea (Iași, 30 november 1983) is een Roemeens voetballer. 
Cristea begon zijn loopbaan als middenvelder in 2002 bij Politehnica Iași. In 2004 ging hij voor Dinamo Boekarest spelen. Sinds januari 2011 komt hij uit voor Universitatea Cluj. Hierna speelde hij voor Petrolul Ploiesti. In het seizoen 2012/13 speelde hij zes maanden op huurbasis voor Standard Luik. In de zomer van 2013 ging hij naar Steaua Boekarest. 
Daarnaast speelde Cristea sinds 2007 8 keer voor Roemenië en maakte hij deel uit van de selectie voor Euro 2008.

## Erelijst
Steaua Boekarest
- Roemeens landskampioen

2014
1 Lobonț ·
2 Contra ·
3 Raț ·
4 Tamaș ·
5 Chivu  ·
6 Rădoi ·
7 Petre ·
8 Codrea ·
9 Marica ·
10 Mutu ·
11 Cociș ·
12 Popa ·
13 Săpunaru ·
14 Ghionea ·
15 Goian ·
16 Nicoliță ·
17 Moți ·
18 M. Niculae ·
19 Cristea ·
20 Dică ·
21 D. Niculae ·
22 Radu ·
23 Stăncioiu ·
Coach: Pițurcă